# Nagorni (Kamtxatka)
|  | Per a altres significats, vegeu «Nagorni». |

Nagorni (en rus: Нагорный) és un poble (un possiólok) del krai de Kamtxatka, a Rússia, que el 2020 tenia 1.381 habitants. Pertany al districte de Iélizovo.